# Shirley Graham Du Bois

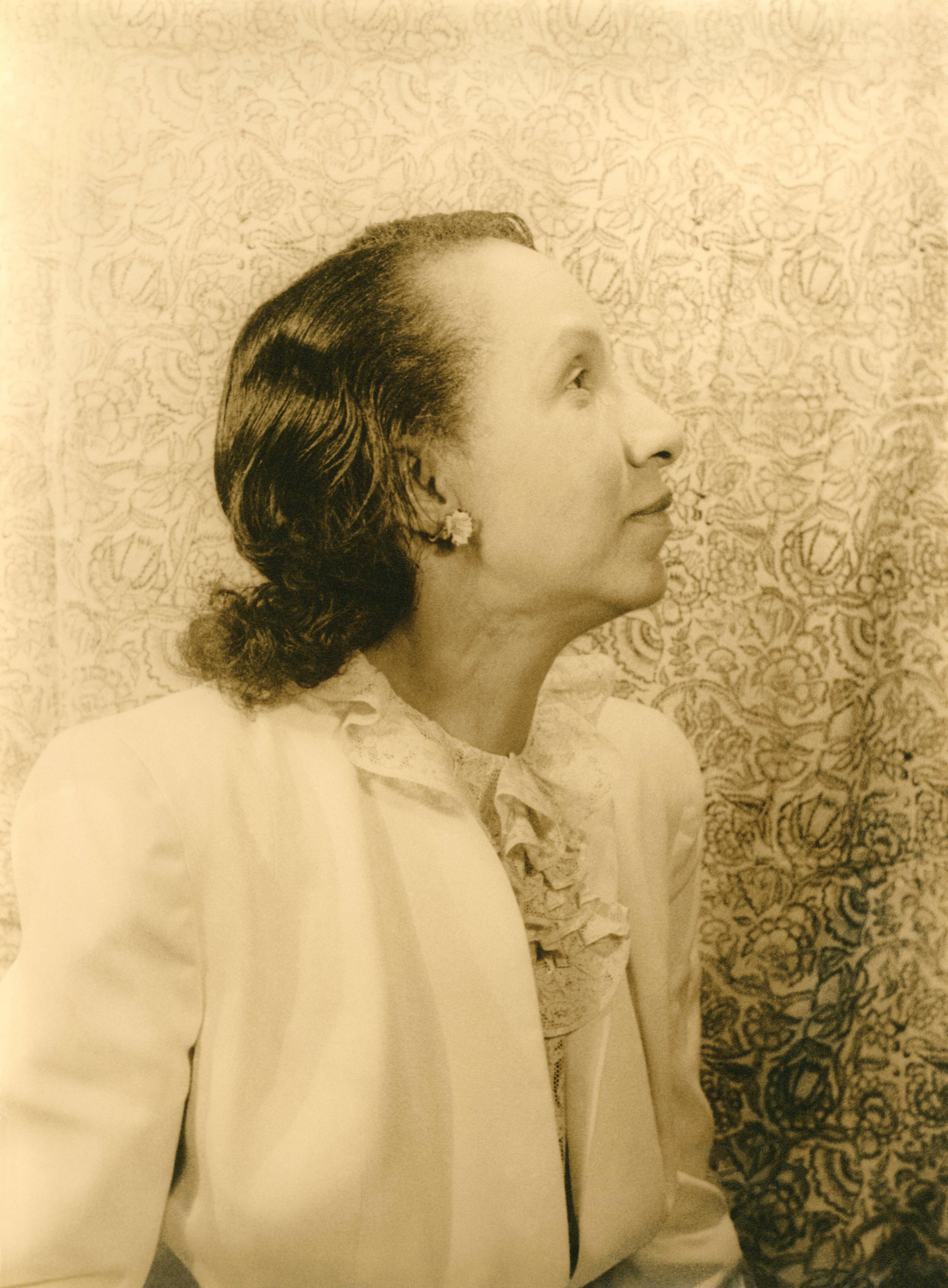
Shirley Graham, Foto: Carl Van Vechten, 1946

Shirley Graham Du Bois (geborene Lola Shirley Graham Jr.; * 11. November 1896 in Indianapolis, Indiana; † 27. März 1977 in Peking) war eine preisgekrönte Autorin, Dramatikerin, Komponistin und Aktivistin. Für ihre Werke erhielt sie u. a. den Anisfield-Wolf Book Award. Sie wurde die zweite Ehefrau des Soziologen W. E. B. Du Bois und siedelte mit ihm 1961 nach Ghana um.

## Leben und Werk
Shirley Graham Du Bois wurde 1896 in Indiana als einzige Tochter einer Familie mit fünf Kindern geboren. Als Gemeindepastor der African Methodist Episcopal Church zog ihr Vater mit seiner Familie öfters in den USA um. Im Juni 1915 machte Shirley Graham ihren Abschluss an der Lewis and Clark High School in Spokane, Washington.
Im Jahr 1921 heiratete sie ihren ersten Mann, Shadrach T. McCants. Ihr Sohn Robert wurde 1923 geboren, gefolgt von David in 1925. Im Jahr 1926 zog Graham nach Paris, Frankreich, um an der Sorbonne Komposition zu studieren. Sie war der Meinung, dass sie durch diese Ausbildung bessere Berufschancen hatte und ihre Kinder besser unterstützen könnte. Durch die Begegnung mit Afrikanern und afrokaribischen Menschen in Paris lernte sie neue Musik und Kulturen kennen. Shirley und Shadrach ließen sich 1927 scheiden. Anschließend studierte sie unter der Leitung von Professor Roy W. Tibbs als nicht immatrikulierte Studentin an der Howard University in Washington, D.C. und verdiente ihren Unterhalt als Musikbibliothekarin. Dank seiner Empfehlung erhielt sie einen Lehrauftrag an der Morgan State University in Baltimore, Maryland und wurde von 1929 bis 1931 Leiterin der Musikabteilung.
Im Jahr 1931 schreib sich Graham für ein Musikstudium an das Konservatorium der Oberlin College in Ohio ein und absolvierte 1934 einen Bachelor-Abschluss sowie 1935 einen Master-Abschluss. Im Jahr 1932 komponierte sie die Oper Tom-Tom: An Epic of Music and the Negro, die in Cleveland, Ohio, im Auftrag der Stadium Opera Company uraufgeführt wurde. Die Gesangsrollen und das Orchester für die in drei Akte gegliederte Oper wurden ausschließlich mit Afroamerikanern besetzt. Der erste Akt spielt in einem afrikanischen Urvolk, der zweite Akt auf einer amerikanischen Sklavenplantage und der letzte Akt im Harlem der 1920er Jahre. Die Musik kombiniert Elemente des Blues und des Spirituals sowie des Jazz mit Elementen der Oper. Die Partitur dieser Oper galt als verschollen und wurde seit ihrer Uraufführung nicht mehr aufgeführt, bis sie 2001 an der Harvard University wiederentdeckt wurde.
Im Jahr 1936 wurde Graham durch Hallie Flanagan zur Direktorin der Negro Unit des in Chicago beheimateten Federal Theatre Project ernannt, das ein Teil der unter dem Präsidenten Franklin D. Roosevelt gegründeten Works Progress Administration war. Sie schrieb unter anderem Partituren und führte Regie bei einigen Projekten. Infolge von antikommunistischen und rassistischen Hetze wurde das Federal Theatre Project 1939 allerdings eingestellt. Von 1940 bis 1942 arbeitete Shirley Graham bei einer Einrichtung der Young Women’s Christian Association (YWCA) in Indianapolis, Indiana, wo sie sich auf den Aufbau eines Theaterprogramms konzentrierte. Später wurde sie Direktorin der YMCA-USO-Gruppe in Fort Huachuca, Arizona. Wieder führte ein Angriff durch eine rechtskonservative Gruppe unter Anführung von Elizabeth Dilling dazu, dass die Werke von Graham aus den Bibliotheken entfernt und zensiert wurden.
Ende der 1940er Jahre wurde Graham ein führendes Mitglied von Sojourners for Truth and Justice, einer afroamerikanischen Organisation der Bürgerrechtsbewegung, die sich für die weltweite Befreiung der Frauen einsetzte, und trat etwa zur gleichen Zeit der Kommunistischen Partei Amerikas (CPUSA) bei.
Im Februar 1951 heiratete sie den verwitweten Soziologen, Historiker, Philosophen und Journalisten W. E. B. Du Bois. Es wurde die zweite Ehe für beide. Sie war 54 Jahre alt, er war 83. W. E. B. Du Bois spielte eine führende Rolle in öffentlichen Diskussionen und Aktionen zur Förderung der Rechte von Afro-Amerikanern sowie für den Weltfrieden. Aufgrund seiner Veröffentlichungen und seines breiten Netzwerkes von Kontakten wurden seine Aktivitäten ab 1942 vom Federal Bureau of Investigation (FBI) beobachtet und registriert. Vor allem gegen Ende der 1940er Jahre und in den 1950er Jahren wurden er und seine Frau intensiv unter Beobachtung gestellt. Obwohl W. E. B. Du Bois erst im Jahr 1961 die Mitgliedschaft in die CPUSA beantragte, wurde den Eheleuten zwischen 1950 und 1958 die Verlängerung der U.S.-amerikanischen Reisepässe verweigert. Dies bedeutete ein Ende der vielen Auslandsreisen, die Du Bois seit über 50 Jahren unternommen hatte. Erst 1958 wurde diese Praxis durch eine Entscheidung des Oberste Gerichtshofs über die Vorrangigkeit des 1. Zusatzartikels beendet.:559
Im Jahr 1958 unternahm das Ehepaar eine Weltreise zu befreundeten Mitstreitern in den Hauptstädten Europas und Asiens.:559–560 In der Zeit besuchte Shirley Graham Du Bois in Ghana die erste All-African Peoples' Conference (AAPC), eine Zusammenkunft afrikanischer Befreiungsorganisationen, wo sie eine Rede mit dem Titel "Die Zukunft ganz Afrikas liegt im Sozialismus" hielt. 1960 nahm das Ehepaar an einer Zeremonie in der Republik Ghana teil, bei der Kwame Nkrumah als erster Präsident des gerade befreiten Landes geehrt wurde. Im Jahr 1961 siedelten Shirley Graham Du Bois und W. E. B. Du Bois nach Ghana um und nahmen die ghanaische Staatsbürgerschaft an. In August 1963 starb W. E. B. Du Bois in Accra, Ghana.
Im Frühling 1961 erschien die erste Ausgabe der kulturpolitischen Zeitschrift Freedomways, zu deren Gründern W. E. B. Du Bois und Shirley Graham Du Bois gehörten. Shirley war die erste leitende Redakteurin und veröffentlichte auch Aufsätze in der Zeitschrift. Bis zur letzten Ausgabe im Herbst 1985 erschienen Werke von hunderten namhaften afro-amerikanischen und internationalen Persönlichkeiten.
Während ihres ersten Besuchs in der Volksrepublik China im Jahr 1959 wurde Shirley Graham Du Bois zusammen mit ihrem Ehemann W. E. B. Du Bois für ihren Aktivismus und ihr Engagement für die Befreiung der schwarzen Bevölkerung Amerikas sowie für die Befreiung aller farbigen Menschen auf der ganzen Welt geehrt. Die Kommunistische Partei Chinas gedachte 1959 W. E. B. Du Bois, indem sein Buch The Soul of Black Folk in chinesischer Sprache veröffentlicht wurde. Shirley Graham Du Bois widmete ihre Zeit in China dem Kampf der Frauen und versuchte, eine Brücke zwischen dem proletarischen Kampf in China und dem Kampf der schwarzen Amerikaner zu schlagen. Die Tageszeitung People’s Daily würdigte sie als Mitglied des Weltfriedensrats und des nationalen Komitees einer Gesellschaft für amerikanisch-sowjetische Freundschaft.
Graham Du Bois nahm 1964 am zweiten Gipfeltreffen der Organisation für Afrikanische Einheit (OAU) in Kairo, Ägypten teil und traf sich dort mit Malcolm X. Sie berieten sich über die Möglichkeiten, Unterstützung in Afrika für seine Panafrikanische Organization für Afroamerikanische Einheit (OAAU) zu finden. Außerdem plante Graham in Accra einen Kurs für das Schreiben von Fernsehfilmen anzubieten, um eine Gruppe von Autoren für das nationale Fernsehen von Ghana aufzubauen. 1967 wurde sie gezwungen, Ghana kurz nach dem vom Militär angeführten Putsch von 1966 zu verlassen, und zog nach Kairo, wo David, ihr einzig überlebender Sohn, als Journalist arbeitete. Dort setzte sie ihre schriftstellerische Tätigkeit fort, studierte Arabisch und wurde eine Anhängerin des Afrozentrismus. Später zog sie inmitten der Großen Proletarischen Kulturrevolution erneut nach China. Während dieser Zeit stellte sich Shirley Graham Du Bois in der chinesisch-sowjetischen Spaltung auf die Seite der chinesischen Kommunisten. Sie lobte Chinas Musikprogramme in Shanghai und schloss sich dem Ständigen Büro der afroasiatischen Schriftsteller an. Shirley Graham Du Bois verbrachte viel Zeit in chinesischen Kommunen und bei den Roten Garden. In China produzierte sie im Jahr 1974 einen Film mit dem Titel Women of the New China.
Im Jahr 1970 erhielt sie ein Visum für die USA, um Vorträge in Yale und an der UCLA zu halten, wo sie über Imperialismus, Kapitalismus und Kolonialismus sowie über ihre Erfahrungen in Ländern wie China und Vietnam sprechen konnte. Außerdem hielt sie einen Vortrag über die Schriften von W. E. B. Du Bois an der University of Massachusetts Amherst, Massachusetts.

## Tod
Shirley Graham Du Bois starb im Alter von 80 Jahren an Brustkrebs in Peking, wo für sie eine Gedenkzeremonie auf dem Bābǎoshān-Friedhof für Revolutionäre gehalten wurde. An ihrer Beerdigung nahmen viele wichtige politische Persönlichkeiten Chinas teil, darunter Cheng Yonggui, Deng Yingchao und Hua Goufeng, die sie als Heldin für ihren Internationalismus und ihre Selbstlosigkeit ehrten. Der Vorsitzende der Kommunistischen Partei sowie die Botschaften von Tansania, Ghana und Sambia legten Gedenkkränze zu Ehren von Graham Du Bois nieder. Zum Zeitpunkt ihres Todes war sie Staatsbürgerin von Tansania. Später wurden ihre Asche neben ihrem Mann in Accra beigesetzt.
Ihr Nachlass ist an folgenden Institutionen archiviert:
- W. E. B. Du Bois Manuskriptsammlung an der University of Massachusetts Amherst
- Sammlung des Federal Theatre Project an der George Mason University
- Sammlung des Washington Conservatory of Music and School of Expression, Moorland-Spingarn Research Library an der Howard University

## Ehrungen
Ihre Alma Mater, das Oberlin Conservatory of Music, ehrte DuBois 2020 mit einer Konferenz, die ihr bemerkenswertes Erbe als Komponistin, Aktivistin und Medienfigur wieder aufleben ließ. Die Konferenz trug den Titel Intersections: Recovering the Genius of Shirley Graham Du Bois 2020 Symposium.

## Werke
Graham nutzte das Theater, um die Geschichte und die Perspektive der schwarzen Frau zu erzählen und den weißen Versionen der Geschichte etwas entgegenzusetzen. Obwohl sie wie viele afroamerikanische Frauen vor und nach ihr erfolglos versuchte, eine Broadway-Produktion zu bekommen, wurden ihre Stücke dennoch am ältesten afro-amerikanischen Theater Amerikas, dem 1915 gegründeten Karamu House, in Cleveland mit einem 500-Personen großen schwarzen Ensembles produziert. Ihre Werke werden auch an vielen Colleges aufgeführt. Sowohl Track Thirteen (1940) als auch Tom-Tom wurden im Radio ausgestrahlt. Da es schwierig war, Musicals oder Theaterstücke zu produzieren und zu veröffentlichen, wandte sich Graham der Literatur zu. Sie wollte die Anzahl der Bücher, die sich mit bedeutenden Afroamerikanern befassten, in Grundschulbibliotheken erhöhen.
Oper
Nachdem sie an der Sorbonne 1926 in Paris Afrikanern begegnet war, komponierte Graham die Partitur und das Libretto für die Oper Tom Tom: An Epic of Music and the Negro (1932), die in Cleveland, Ohio, uraufgeführt wurde. Zur Premiere im Cleveland Stadium kamen 10.000 Zuschauer, zur zweiten Aufführung 15.000.
Theaterwerke
Laut dem Oxford Concise Companion to African-American Literature gehören zu ihren Werken für die Bühne: ein Musical, Deep Rivers (1939); die einaktige Tragödie über eine Sklavenmutter, die über Kindsmord nachdenkt, It's Morning (1940); das einaktiges Drama,I Gotta Home (1940); die Komödie für das Radio und einziges veröffentlichtes Stück,  Track Thirteen (1940); die dreiaktige Komödie, Elijah's Raven (1941); und die dreiaktige Tragödie, Coal Dust (1939), die überarbeitet unter dem Titel Dust to Earth (1941) erschien.
Biographien für junge Leser
Shirley Graham Du Bois schrieb in einer Vielzahl von Genres und spezialisierte sich ab den 1950er Jahren auf das Verfassen von Biografien führender afroamerikanischer und internationaler Persönlichkeiten für junge Leser.
- Mit George D. Lipscomb, Dr. George Washington Carver, Scientist. Julian Messner, New York 1944. ISBN 978-0-671-32510-7.
  - (Deutsch) Dr. George Washington Carver. Dressler, Berlin 1951.
- Paul Robeson, Citizen of the World. Messner, New York 1946; Greenwood Press, Westport 1971.
- There Once Was a Slave...the heroic story of Frederick Douglass. Messner, New York 1947.
- Your Most Humble Servant: Benjamin Banneker. Messner, New York 1949. (Anisfield-Wolf Book Award 1950)
  - (Deutsch) Ihr ergebenster Diener: die erstaunliche Geschichte Benjamin Bannekers. Dietz, Berlin 1952.
- The Story of Phillis Wheatley: Poetess of the Revolution. Messner, New York 1949.
  - (Deutsch) Die Geschichte der Phillis Wheatley. Kinderbuchverlag, Berlin 1957.
- The Story of Pocahontas. Grosset & Dunlap, New York 1953.
- Jean Baptiste Pointe de Sable: Founder of Chicago. Messner, New York 1953.
- Booker T. Washington: Educator of Head, Hand and Heart. Messner, New York 1955.
- Gamel Abdul Nasser, Son of the Nile. 1974
- Julius K. Nyerere, Teacher of Africa. Messner, New York 1975.

Roman
- Zulu Heart: A Novel. Third Press, New York 1974.

Memoiren
- Mit W. E. B. Du Bois, In Battle for Peace: The Story of My Eighty-Third Birthday. Masses & Mainstream, 1952; Oxford University Press 2007. ISBN 978-0-19-532585-0(Neuauflage)
- His Day Is Marching On: A Memoir of W. E. B. Du Bois. Lippincott, New York 1971.
- Du Bois: A Pictorial Biography, Johnsons, 1978

Aufsätze (Auswahl)
- Minority Peoples in China. In: Freedomways Band 1, Nummer 1 (1961), 95–101. JSTOR Open Access
- The Liberation of Africa: Power, Peace and Justice. In: The Black Scholar Band 2, Nummer 6 (1971), 32–37.
- Confrontation in the Middle East. In: The Black Scholar Band 5, Nummer 3 (1973), 32–37.
- Where to From Here? In: The Black Scholar, Band 5, Nummer 6 (1974), 40–43.
- What happened in Ghana? The Inside Story. In: Freedomways Band 6, Nummer 3 (1966), 201–223. JSTOR Open Access

Briefwechsel
- Correspondence of W. E. B. Du Bois. 3 Bände. Hg. v. Herbert Aptheker. University of Massachusetts Press, Amherst 1973–1978. ISBN 978-0-87023-132-2. (Auszüge aus ihrer Korrespondenz mit ihrem Ehemann, sowohl vor als auch nach Beginn ihrer Beziehung)
- W. E. B. Du Bois; Shirley Graham Du Bois; Anna Melissa Graves. Letters to Anna Melissa Graves, 1953–1961. OCLC 612769558